# Втрати 61-ї окремої механізованої бригади
У статті описано обставини загибелі бійців 61-ї окремої механізованої бригади.

## Обставини втрат

### 2022
- 20 липня 2022 — Горбатюк Іван Андрійович, старший солдат. Загинув на Херсонщині.[1]
- 25 липня 2022 — Суботенко Віктор Анатолійович, капітан.[2]
- 12 серпня 2022 — Вишневий Богдан МИколайович («Бодя-Вишня»), солдат.[3]
- 25 вересня 2022 — Москучук Віктор Михайлович («Вільха»), капітан. Загинув під час бою в районі села Білогірка Херсонської області.[4]
- 1 грудня 2022 — Скрипник Андрій Ігорович, молодший сержант, командир відділення зв'язку, 100-й батальйон.[5]
- 29 грудня 2022 — Романенко Денис Олександрович («Алі»), сержант. Загинув під час бою біля міста Бахмут Донецької області.[6]
- 30 грудня 2022 — Гавриленко Дмитро («Пакемон»), старший сержант.[7]
- 31 грудня 2022 — Шевчук Віталій Олександрович («Вітаха»). Загинув в районі міста Соледар на Донеччині.[8]

### 2023
- 3 січня 2023 — Головченко Юрій Петрович.[9]
- 3 січня 2023 — Макієвський Микола Володимирович. 23 травня 1995, с. Зарічне.[10]
- 3 січня 2023 — Остапенко Сергій Григорович. 1971, м. Решетилівка.[11]
- 3 січня 2023 — Кучер Олег. 50 років, м. Решетилівка.[12]
- 3 січня 2023 — Гринчак Андрій Михайлович. 1996, с. Зелений Довжок.[13]
- 3 січня 2023 — Чайка Сергій Миколайович, бойовий медик. 7 квітня 1994, с. Цибулівка. Загинув в місті Соледар.[14]
- 4 січня 2023 — Рябуха Сергій Григорович («Афган»), молодший сержант. Загинув в місті Соледар Донецької області.[15]

### 2024
- 13 січня 2024 — Кіяниця Микола Миколайович («Кокос»), солдат, кулеметник.[16]
- з лютого 2024 року Джегерук Володимир Серафимович вважався зниклим безвісти. Після довготривалих розслідувань Володимира офіційно визнали загиблим.[17]
- 23 лютого 2024 — Корнієнко Станіслав («Карбід»).[18]
- 25 лютого 2024 — Оганесян Андраник Ваникович («Дід»), Загинув в населеному пункті Орлівка Покровського району Донецької області.[19]
- 1 березня 2024 — Марчик Віктор Михайлович («Єгер»), головний сержант. Загинув в Донецькій області.[20]
- 2 липня 2024 — Мельник Віталій, молодший сержант, бойовий медик.[21][22]
- Вересень 2024 — Кирилюк Віталій Вікторович. Поранений на Курщині, помер в Київському госпіталі.[23]
- 10 вересня 2024 — Пасат Костянтин, старший стрілець, оператор, 101-й механізований батальйон. 37 років, с. Мар'янівка Одеської області.[24]
- 31 жовтня 2024 — Луцик Олександр. Помер у Тернопільській лікарні.[25]
- 30 листопада 2024 — Попов Максим Олександрович, розвідник — оператор 3 розвідувального взводу. Загинув на Курщині.
- 10 грудня 2024 — Олішевський Віктор, старший лейтенант, заступник командира роти з морально-психологічного забезпечення. 15.07.1966, м. Хмельницький. Загинув на Курщині.[26]